# 이마에촌
이마에촌(今江村)은 이시카와현 노미군에 있던 촌이다.

## 역사
- 1889년 4월 1일 - 정촌제 시행에 의해 이마에촌의 구역을 가지고 이마에촌이 성립하였다.
- 1907년 8월 5일 - 구시촌, 스에사비촌, 이마에촌이 합병해 미유키촌이 성립하였다.

## 교통

### 철도
국유철도 호쿠리쿠선(현 호쿠리쿠본선)이 마을을 통과했지만 역은 존재하지 않았다. 

## 참고문헌
- 角川日本地名大辞典 17 石川県